# Baltika Cup 2002
Baltika Cup 2002 byl turnaj ze série Euro Hockey Tour. Hokejový turnaj byl odehrán od 16.12.2002 – do 22.12.2002 v Moskvě. Utkání Finsko – Slovensko se hrálo v Espoo.

## Výsledky a tabulka
|    |           | CZE    | FIN    | RUS    | SVK       | SWE     | V | VP | PP | P | Skóre | B |
| 1. | Česko     | Česko  | 3:2    | 3:4 SN | 6:1       | 2:1 SN  | 2 | 1  | 1  | 0 | 14:8  | 9 |
| 2. | Finsko    | 2:3    | Finsko | 3:1    | 4:1       | 1:0     | 2 | 0  | 0  | 1 | 10:5  | 9 |
| 3. | Rusko     | 4:3 SN | 1:3    | Rusko  | 3:1       | 3:0     | 2 | 1  | 0  | 1 | 11:7  | 8 |
| 4. | Slovensko | 1:6    | 1:4    | 1:3    | Slovensko | 3:1     | 1 | 0  | 0  | 3 | 6:14  | 3 |
| 5. | Švédsko   | 1:2 SN | 0:1    | 0:3    | 1:3       | Švédsko | 0 | 0  | 1  | 3 | 2:9   | 1 |

 Švédsko –  Rusko 0:3 (0:1, 0:1, 0:1) Zpráva
16. prosince 2002 – Moskva
- Branky  Švédsko: nikdo
- Branky  Rusko: 20. Suglobov, 36. Proškin, 54. Suglobov
- Rozhodčí: Minář (CZE) – ???
- Vyloučení: 6:3
- Diváků: 5 000

 Finsko –  Slovensko 4:1 (0:1, 3:0, 1:0) Zpráva
16. prosince 2002 – Espoo
- Branky  Finsko: 21. Santala, 22. Saarela, 25. Kuki, 50. Söderholm
- Branky  Slovensko: 3. Škovira
- Rozhodčí: Zajcev (RUS) – Nokisalmi, Saarnio (FIN)
- Vyloučení: 3:4 (0:0)
- Diváků: 6 000

Finsko: Kapanen – Peltonen, Hulkkonen, Mikkola, Kukkonen, Tukio, Söderholm, Saravo, Mäntylä – A. Miettinen, Santala, Somervuori – Elomo, Kauppila, Kuhta – Torkki, Tähtinen, Saarela – Pihlman, Kuki, Pesonen.
Slovensko: Šimonovič – Čierny, Richard Pavlikovský, Čakajík, Milo, Harant, A. Novotný, Starosta – Rataj, Lipianský, Vaic – Pištek, M. Hlinka, Kropáč – Zlocha, Kukumberg, Hanzal – Kmiť, Sabol, Škovira.

 Česko –  Švédsko 2:1  SN  (1:1, 0:0, 0:0 – 0:0) Zpráva
17. prosince 2002 – Moskva
- Branky  Česko: 20. Jaroslav Balaštík, rsn. Jaroslav Balaštík
- Branky  Švédsko: 11. R. Sundin
- Rozhodčí: Bulanov – Gorděnko, Kiselev (RUS)
- Vyloučení: 10:9 (0:1)
- Diváků: 1 200

Česko: Adam Svoboda – Martin Richter, Pavel Kolařík, Vlastimil Kroupa, Radim Tesařík, Marek Židlický, Robert Kántor, Petr Kadlec, Jan Hejda – Radek Duda, Tomáš Blažek, Michal Sup – David Moravec, Jan Marek, Václav Pletka – Ondřej Kratěna, Pavel Patera, Martin Procházka – Jaroslav Balaštík, Michal Mikeska, Jindřich Kotrla.
Švédsko: H. Lundqvist – R. Sundin, Magnus Jahansson, Hallberg, Rhodin, Lindman, Hedin, T. Johansson, Artursson – Davidsson, Karlsson, Söderström – Bäcker,

 Česko –  Slovensko 6:1 (1:1, 4:0, 1:0) Zpráva
18. prosince 2002 – Moskva
- Branky  Česko: 14. a 22. Michal Mikeska, 34. Ondřej Kratěna, 36. Jindřich Kotrla, 39. Robert Kántor, 51. Michal Sup
- Branky  Slovensko: 3. Dušan Milo
- Rozhodčí: Semjonov – Chimič, Kamurkin (RUS)
- Vyloučení: 8:5 (1:0, 1:0)
- Diváků: 500

Česko: Málek – Petr Kadlec, Jan Hejda, Pavel Kolařík, Martin Richter, Pavel Kolařík, Robert Kántor, Marek Židlický, Vlastimil Kroupa – Radek Duda, Pavel Patera, David Moravec – Ondřej Kratěna, Tomáš Blažek, Michal Sup – Jaroslav Balaštík, Michal Mikeska, Jindřich Kotrla – Radim Kucharczyk, Jan Marek, Václav Pletka.
Slovensko: Rybár – Čierny, Rich. Pavlikovský, Štrbák, Harant, A. Novotný, Starosta, Milo, Čakajík – Vaic, M. Hlinka, Rataj – Kropáč, Kmiť, Pištěk – Hanzal, Kukumberg, Zlocha – Škovíra, Sabol.

 Finsko –  Rusko 3:1 (1:0, 1:1, 1:0) Zpráva
18. prosince 2002 – Moskva
- Branky  Finsko: 20. Söderholm, 36. Somervuori, 43. Hulkkonen
- Branky  Rusko: 38. Vlasenkov
- Rozhodčí: Minář (CZE) – Makarov, Olenin (Rus.)
- Vyloučení: 6:3 (1:1)
- Diváků: 4 500

Rusko: Sokolov – Turkovskij, Skopincev, Jerofejev, Proškin, Šadilov, Gusev, Gusanov, Vyšedkevič – Subbotin, Čupin, Zatonskij – Antipov, Zinovjev, Vlasenkov – Tkačenko, Razin, Dobryškin – Soin, Gorovikov, Suglobov.
Finsko: Bäckström – Hulkkonen, Peltonen, Kukkonen, Mikkola, Söderholm, Tukio, Mäntylä, Saravo – Somervuori, Santala, Miettinen – Kuhta, Kauppila, Pärssinen – Saarela, Tähtinen, Torkki – Pesonen, Kuki, Pihlman.

 Finsko –  Švédsko 1:0 (0:0, 0:0, 1:0) Zpráva
19. prosince 2002 – Moskva
- Branky  Finsko: 41. Somervuori
- Branky  Švédsko: nikdo
- Rozhodčí: Buljanov – Gorděnko, Kiselev (Rus.)
- Vyloučení: 5:9 (0:0) + Peltonen (FIN) na 5 min. a do konce utkání.
- Diváků: 1 000

Finsko: Kapanen – Hulkkonen, Peltonen, Kukkonen, Mikkola, Söderholm, Tukio, Mäntylä, Saravo – Somervuori, Santala, A. Miettinen – Kuhta, Kauppila, Pärssinen – Saarela, Tähtinen, Torkki – Vihko, Kuki, Pesonen.
Švédsko: Liv – Magnus Johansson, R. Sundin, Rhodin, Hallberg, Lindman, Hedin, T. Johansson, Artursson – Karlsson, Davidsson, Söderström – Nordström, Bäcker, Hannula – Nordgren, Rudslätt, Nordfeldt – Tolsa, Anger, J. Lundqvist.

 Slovensko –  Švédsko 3:1 (0:0, 0:1, 3:0) Zpráva
20. prosince 2002 – Moskva
- Branky  Slovensko: 44. Hanzal, 60. Rastislav Pavlikovský, 60. Miroslav Hlinka – 38. Rhodin
- Branky  Švédsko: 38. Rhodin
- Rozhodčí: Semjonov – Kamurkin, Olenin (Rus.).
- Vyloučení: 7:10 (0:0)
- Diváků: 1 200

Slovensko: Šimonovič – Čierny, Richard Pavlikovský, Štrbák, Milo, A. Novotný, Čakajík, Harant, Starosta – Vaic, M. Hlinka, Hanzal – Kropáč, Kukumberg, Pištek – Škovíra, Rataj, Zlocha – Kmiť, Sabol, Tomas.
Švédsko: H. Lundqvist – Magnus Johansson, R. Sundin, Rhodin, Hallberg, Lindman, Artursson, Söderström, T. Johansson – Anger, Davidsson, Kahnberg – Nordström, Bäcker, Hannula – Nordgren, Rudslätt, Nordfeldt – Karlsson, J. Lundqvist, Tolsa.

 Česko –  Finsko 3:2 (0:1, 3:0, 0:1) Zpráva
21. prosince 2002 – Moskva
- Branky  Česko: 23. Tomáš Blažek, 23. Michal Sup, 31. Michal Mikeska
- Branky  Finsko: 6. Tukio, 49. Kauppila
- Rozhodčí: Bulatov – Makarov, Kamurkin (RUS)
- Vyloučení: 10:7 (0:0)
- Diváků: 2 000

Česko: Adam Svoboda – Robert Kántor, Radim Tesařík, Petr Kadlec, Jan Hejda, Pavel Kolařík, Martin Richter, Marek Židlický, Vlastimil Kroupa – Jaroslav Balaštík, Michal Mikeska, Jindřich Kotrla – Radek Duda, Pavel Patera, David Moravec – Ondřej Kratěna, Tomáš Blažek, Michal Sup – Radim Kucharczyk, Jan Marek, Václav Pletka.
Finsko: Bäckström – Hulkkonen, Peltonen, Kukkonen, Mikkola, Söderholm, Tukio, Mäntilä, Saravo – Somervuori, Santala, A. Miettinen – Kuhta, Kauppila, Pärssinen – Saarela, Tähtinen, Pihlman – Vihko, Kuki, Personen.

 Rusko –  Slovensko 3:1 (0:1, 1:0, 2:0) Zpráva
21. prosince 2002 – Moskva
- Branky  Rusko: 28. Čupin, 52. Gusev, 60. Proškin
- Branky  Slovensko: 19. Kukumberg
- Rozhodčí: Henriksson (Fin.) – Olenin, Šimič (Rus.).
- Vyloučení: 2:5 (1:0) navíc Čupin, Tkačenko na 5 min. a do konce utkání.- M. Hlinka do konce utkání.
- Diváků: 4 500

Rusko: Podomackij – Turkovskij, Skopincev, Jerofejev, Proškin, Šadilov, Gusev, Gusanov, Vyšedkevič – Subbotin, Čupin, Zatonskij – Antipov, Zinovjev, Vlasenkov – Tkačenko, Razin, Dobryškin – Soin, Gorovikov, Suglobov.
Slovensko: Rybár – Čierny, Richard Pavlikovský, Štrbák, Milo, A. Novotný, Čakajík, Harant, Starosta – Vaic, M. Hlinka, Hanzal – Kropáč, Kukumberg, Pištek – Škovíra, Rataj, Zlocha – Kmiť, Sobol, Tomas.

 Rusko –  Česko 4:3  SN  (2:1, 1:1, 0:1 – 0:0) Zpráva
22. prosince 2002 – Moskva
- Branky  Rusko: 9. Proškin, 15. Skopincev, 22. Gorovikov, rsn. Zinovjev
- Branky  Česko: 17. Robert Kántor, 35. Jan Marek, 47. Radim Kucharczyk
- Rozhodčí: Hendriksson (FIN) – Gorděnko, Kuselev (RUS)
- Vyloučení: 13:8 (0:2) navíc Jindřich Kotrla na 5 min. a do konce utkání.
- Diváků: 8 000

Česko: Roman Málek – Petr Kadlec, Jan Hejda, Robert Kántor, Radim Tesařík, Pavel Kolařík, Martin Richter, Marek Židlický, Vlastimil Kroupa – Radek Duda, Pavel Patera, Michal Sup – Jaroslav Balaštík, Michal Mikeska, Jindřich Kotrla – Ondřej Kratěna, David Moravec, Václav Pletka – Radim Kucharczyk, Jan Marek, Rostislav Olesz
Rusko: Sokolov (37. Podomackij) – Turkovskij, Skopincev, Jerofejev, Proškin, Šadilov, Gusev, Gusanov, Vyšedkevič – Subotin, Čupin, Zatonskij – Antipov, Zinovjev, Vlasenkov – Bělousov, Razin, Dobryškin – Soin, Gorovikov, Suglobov.

## Statistiky

### Nejlepší hráči
| Pozice              | Hráč            |
| ------------------- | --------------- |
| Brankář             | Kimmo Kapanen   |
| Obránce             | Vitalij Proškin |
| Útočník             | Michal Mikeska  |
| Nejužitečnější hráč | Eero Somervuori |

### All Stars
| Pozice  | Hráč              |
| ------- | ----------------- |
| Brankář | Adam Svoboda      |
| Obránce | Toni Söderholm    |
| Obránce | Radim Tesařík     |
| Útočník | Eero Somervuori   |
| Útočník | Michal Mikeska    |
| Útočník | Alexnder Suglobov |

### Kanadské bodování
| Poř. | Kanadské bodování | Branky | Přihrávky | Body |
| ---- | ----------------- | ------ | --------- | ---- |
| 1.   | Michal Mikeska    | 3      | 2         | 5    |
| 2.   | Vitalij Proškin   | 3      | 1         | 4    |
| 3.   | Alexnder Suglobov | 2      | 2         | 4    |
| 3.   | Jaroslav Balaštík | 2      | 2         | 4    |
| 3.   | Eero Somervuori   | 2      | 2         | 4    |